# 노 란추 푼두
《노 란추 푼두》(포르투갈어: No Rancho Fundo)는 2024년 방영된 브라질의 텔레노벨라이다.